# Petru N. Culianu
Petru N. Culianu (1870 - 1951) a fost matematician român, unul dintre cei 11 copii ai lui Neculai Culianu și ai Aspaziei (n. Stamati-Ciurea).
Considerat un profesor talentat, a fost unul dintre fondatorii Revistei Științifice din Iași (1883 - 1889).
Și-a efectuat studiile la Iași.
Este bacalaureat în 1888, iar licența o obține la Sorbona în 1892.
Revine în țară și este numit conferențiar de matematici elementare și aplicații de geometrie analitică și algebră superioară, funcționând simultan și în învățământul secundar.
Între 1906 și 1910 a suplinit și Catedra de Astronomie și Geodezie la Universitatea din Iași.
De la 1910 a ocupat numai funcția de conferențiar la Catedra de Analiză matematică.